# Phlebopus viperinus
Phlebopus viperinus är en svampart som beskrevs av Singer 1947. Phlebopus viperinus ingår i släktet Phlebopus och familjen Boletinellaceae.   Inga underarter finns listade i Catalogue of Life.